# Knockout Kings
Knockout Kings est un jeu vidéo de boxe anglaise sorti en 1998 sur PlayStation. Il a été développé High Score Entertainment et édité par EA Sports.